# 东太堡遗址
东太堡遗址，位于山西省太原市迎泽区郝庄乡东太堡村，是中华人民共和国山西省文物保护单位之一。
1986年8月18日，授予山西省文物保护单位，是一座古遗址。